# Vermiglio (album)
Vermiglio è il primo album della cantantautrice italiana Francesca Romana Perrotta , prodotto per Warner Music da Curci/UNIVERSO Archiviato il 4 marzo 2016 in Internet Archive..

## Tracce
CD, Download digitale
1. L'Incantesimo
2. Il Gusto Amaro
3. Mille Maschere
4. Silenzi e Polvere
5. Paolo
6. Aiutami
7. Salomè
8. Il Gioco Perfetto
9. 'Mara A Mie
10. Canzone Verde
11. La Seta